# Градски туризам
Градски туризам прeдставља скуп односа и појава везаних за свако кретање и сваку потрошњу у градском насељу, изван места сталног боравка, а у циљу задовољавања рекреативних, културних и свих других потреба.
Европске градске туристичке организације су се 1990. године сложиле око следеће дефиниције градског туризма као „групе туристичких ресурса и активности које се налазе у градовима и које су на располагању туристима“.

## Градски туризам укључује следеће активности:
- разгледање (историјски споменици, археологија, архитектура),
- посета музејима и галеријама,
- одлазак у позоришта, на концерте и плесне забаве,
- посета из образовних разлога,
- куповина (шопинг),
- фестивали и догађаји,
- конференције и пословни састанци,
- посета спортских догађаја,
- посета ресторанима, кафетеријама, баровима и ноћним клубовима, посета пријатељима и рођацима.

Градски туризам обухвата све видове туризма који се одигравају на територији урбаних простора. Урбани туризам сe може развити кроз различите облике. То пре свега зависи од врсте туристичке тражње и карактеристика туристичке понуде.

## Главне одлике градског туризма:
- кратак боравак,
- транзитност,
- посете туриста који бораве у околним местима у околини града.[3]

### Градски туризам у Србији
У нашој земљи градски туризам се највише везује за културни туризам, односно наглашава се значај културних ресурса као главне мотивације туриста при посети градовима.

## Историја градског туризма
Градски туризам се интензивније почео развијати почетком осамдесетих година двадесетог века. Међутим то није нова врста туризма. Градски туризам је тада доживео свој највећи процват. За нагли пораст градског туризма у Европи почетком осамдесетих година разлоге треба тражити у порасту мобилности грађана, али и промени стила живота, који је градове сврстао у центре културе и релаксације, куповине и забаве.

## Рeфeрeнцe
1. ↑  Работић Б. (2012): Селективни облици туризма, Висока туристичка школа, Београд.
2. ↑  Стојановић, В. (2006): Одрживи развој туризма и животне средине, Универзитет у Новом Саду, Природно-математички факултет, Департман за географију, туризам и хотелијерство, Нови Сад.
3. ↑  Чомић, Ђ., Јовић Г., Поповић И. (2008): Основе туризма, Филозофски факултет, Универзитет у Источном Сарајеву, Пале.
4. ↑  Стратегија развоја туризма Републике Србије (2005).
5. ↑  Штетић, С. (2007): Посебни облици туризма, Београд.